# EN 13556
In der Norm EN 13556 wird die Nomenklatur der in Europa verwendeten Handelshölzer festgelegt. Sie wurde 2003 aufgestellt und löste in Deutschland die bis dahin verwendeten Kurzzeichen aus DIN 4076 ab.

## Liste
| Kurzzeichen | Laub / Nadel | Gattung / Art | Deutscher Gattungs- / Artname                                  | Herkunft | Schutzstatus        | Deutscher Standard-Holzname  |
| ----------- | ------------ | --- | -------------------------------------------------------------- | -------- | ------------------- | ---------------------------- |
| AAXX        | Laub         | Andira |                                                                |          |                     | Andira                       |
| ABAL        | Nadel        | Abies alba | Weiß-Tanne                                                     |          |                     | Tanne                        |
| ABAM        | Nadel        | Abies amabilis                                                                                                   | Purpur-Tanne                                                   |          |                     | Purpurtanne                  |
| ABBL        | Nadel        | Abies balsamea                                                                                                   | Balsam-Tanne                                                   |          |                     | Balsamtanne                  |
| ABGR        | Nadel        | Abies grandis | Küsten-Tanne                                                   |          |                     | Riesentanne                  |
| ABLS        | Nadel        | Abies lasiocarpa                                                                                                 | Felsengebirgs-Tanne                                            |          |                     | White fir                    |
| ABPR        | Nadel        | Abies procera | Edel-Tanne                                                     |          |                     | Edeltanne                    |
| ACCM        | Laub         | Acer campestre                                                                                                   | Feld-Ahorn                                                     |          |                     | Feldahorn                    |
| ACPL        | Laub         | Acer platanoides                                                                                                 | Spitzahorn                                                     |          |                     | Spitzahorn                   |
| ACPS        | Laub         | Acer pseudoplatanus                                                                                              | Berg-Ahorn                                                     |          |                     | Bergahorn                    |
| ACSC        | Laub         | Acer saccharum                                                                                                   | Zucker-Ahorn                                                   |          |                     | Zuckerahorn                  |
| ADCR        | Laub         | Adina cordifolia (Syn.: Haldina cordifolia)                                                                      |                                                                |          |                     | Haldu                        |
| AEHP        | Laub         | Aesculus hippocastanum                                                                                           | Gewöhnliche Rosskastanie                                       |          |                     | Rosskastania                 |
| AFXX        | Laub         | Afzelia |                                                                |          |                     | Afzelia                      |
| AGAS        | Laub         | Agathis australis                                                                                                | Neuseeländischer Kauri-Baum                                    |          |                     | Kauri                        |
| AGDM        | Laub         | Agathis dammara                                                                                                  |                                                                |          |                     | Agathis                      |
| AIAL        | Laub         | Ailanthus altissima                                                                                              | Götterbaum                                                     |          |                     | Götterbaum                   |
| ALGL        | Laub         | Alnus glutinosa                                                                                                  | Schwarz-Erle                                                   |          |                     | Schwarzerle                  |
| ALIN        | Laub         | Alnus incana | Grau-Erle                                                      |          |                     | Grauerle                     |
| AMCR        | Laub         | Amburana cearensis                                                                                               |                                                                |          |                     | Cerejeira                    |
| ANXX        | Laub         | Anisoptera | Mersawa                                                        |          |                     | Mersawa                      |
| AOCO        | Laub         | Alstonia congensis                                                                                               |                                                                |          |                     | Emien                        |
| AOXX        | Laub         | Alstonia |                                                                |          |                     | Pulaï                        |
| APPT        | Laub         | Amphimas pterocarpoides                                                                                          |                                                                |          |                     | Lati                         |
| AQXX        | Laub         | Aningeria |                                                                |          |                     | Aningré                      |
| ARAN        | Laub         | Araucaria angustifolia                                                                                           | Brasilianische Araukarie                                       |          | ja                  | Brasilkiefer                 |
| ARAR        | Laub         | Araucaria araucana                                                                                               | Chilenische Araukarie                                          |          | ja                  | Chiletanne                   |
| ASXX        | Laub         | Aspidosperma polyneuron (auch für Aspidosperma quebracho-blanco)                                                 |                                                                |          |                     | Peroba rosa                  |
| ATTX        | Laub         | Antiaris toxicaria                                                                                               | Upasbaum                                                       |          |                     | Ako                          |
| AUKL        | Laub         | Aucoumea klaineana                                                                                               |                                                                |          |                     | Okoumé                       |
| AVXX        | Laub         | Astronium |                                                                |          |                     | Gonçalo alvez                |
| AWCO        | Laub         | Autranella congolensis                                                                                           |                                                                |          |                     | Mukulungu                    |
| AZXX        | Laub         | Albizia |                                                                |          |                     | Iatandza                     |
| BEXX        | Laub         | Berlinia bracteosa, Berlinia confusa, Berlinia grandiflora                                                       |                                                                |          |                     | Ebiara                       |
| BFRD        | Laub         | Balfourodendron riedelianum                                                                                      |                                                                |          |                     | Guatambu                     |
| BGGN        | Laub         | Bagassa guianensis                                                                                               |                                                                |          |                     | Bagassa                      |
| BIXX        | Laub         | Beilschmiedia |                                                                |          |                     | Kanda                        |
| BLTX        | Laub         | Baillonella toxisperma                                                                                           |                                                                |          |                     | Moabi                        |
| BMBN        | Laub         | Bombax buonopozense                                                                                              |                                                                |          |                     | Kapokier                     |
| BOXX        | Laub         | Bowdichia, Diplotropis                                                                                           |                                                                |          |                     | Sucupira                     |
| BRXB        | Laub         | Brachystegia laurentii, Brachystegia milbraedii                                                                  |                                                                |          |                     | Bomanga                      |
| BRXN        | Laub         | Brachystegia cynometrides, Brachystegia eurocyma, Brachystegia leonensis, Brachystegia nigerica                  |                                                                |          |                     | Naga                         |
| BSGN        | Laub         | Brosimum guianense                                                                                               |                                                                |          |                     | Schlangenholz                |
| BSRB        | Laub         | Brosimum rubescens                                                                                               |                                                                |          |                     | Satiné                       |
| BTAL        | Laub         | Betula alleghaniensis                                                                                            | Gelb-Birke                                                     |          |                     | Yellow birch                 |
| BTPP        | Laub         | Betula papyrifera                                                                                                | Papier-Birke                                                   |          |                     | Papierbirke                  |
| BTXX        | Laub         | Betula pendula, Betula pubescens                                                                                 | Hänge-Birke, Moorbirke                                         |          |                     | Gemeine Birke                |
| BXSM        | Laub         | Buxus sempervirens                                                                                               | Gewöhnlicher Buchsbaum                                         |          |                     | Buchsbaum                    |
| BYHT        | Laub         | Brachylaena huillensis                                                                                           |                                                                |          |                     | Muhuhu                       |
| CAPR        | Laub         | Casearia praecox                                                                                                 |                                                                |          |                     | Zapatero                     |
| CAXX        | Laub         | Carya | Hickory                                                        |          |                     | Hickory                      |
| CBPN        | Laub         | Ceiba pentandra                                                                                                  | Kapokbaum                                                      |          |                     | Ceiba                        |
| CCDC        | Nadel        | Calocedrus decurrens                                                                                             | Weihrauchzeder                                                 |          |                     | Kalifornische Bleistiftzeder |
| CDXX        | Nadel        | Cedrus atlantica, Cedrus deodara, Cedrus libani                                                                  | Atlas-Zeder, Himalaya-Zeder, Libanon-Zeder                     |          |                     | Echte Zeder                  |
| CEXX        | Laub         | Cedrela, pr. Cedrela odorata, Cedrela fissilis                                                                   |                                                                |          |                     | Cedro                        |
| CFSL        | Laub         | Copaifera salikounda                                                                                             |                                                                |          |                     | Etimoé                       |
| CFXX        | Laub         | Copaifera, pr. Copaifera multijuga                                                                               |                                                                |          |                     | Copaiba                      |
| CGCT        | Laub         | Cedrelinga cateniformis                                                                                          |                                                                |          |                     | Tornillo                     |
| CHLW        | Nadel        | Chamaecyparis lawsoniana                                                                                         |                                                                |          |                     | Port Orford cedar            |
| CHNT        | Nadel        | Chamaecyparis nootkatensis (Syn.: Xanthocyparis nootkatensis)                                                    | Nootka-Scheinzypresse                                          |          |                     | Yellow cedar                 |
| CHRD        | Laub         | Chlorocardium rodiei                                                                                             |                                                                |          |                     | Greenheart                   |
| CHTH        | Nadel        | Chamaecyparis thyoides                                                                                           | Weiße Scheinzypresse                                           |          |                     | Southern white cedar         |
| CIXX        | Laub         | Couratari |                                                                |          |                     | Tauarí                       |
| CJAT        | Laub         | Celtis adolfi-friderici, Celtis tessmannii                                                                       |                                                                |          |                     | Diania                       |
| CJXX        | Laub         | Celtis | Zürgelbäume                                                    |          |                     | Ohia                         |
| CKGB        | Laub         | Cylicodiscus gabunensis                                                                                          |                                                                |          |                     | Okan                         |
| CLBR        | Laub         | Calophyllum brasiliense                                                                                          |                                                                |          |                     | Jacareúba                    |
| CLXX        | Laub         | Calophyllum |                                                                |          |                     | Bintangor                    |
| CMXX        | Laub         | Centrolobium |                                                                |          |                     | Araribá                      |
| CNSC        | Laub         | Canarium schweinfurthii                                                                                          |                                                                |          |                     | Aielé                        |
| CNXX        | Laub         | Canarium |                                                                |          |                     | Kedondong                    |
| COGL        | Laub         | Cordia goeldiana                                                                                                 |                                                                |          |                     | Freijó                       |
| COXA        | Laub         | Cordia aliodora, Cordia trichotoma                                                                               |                                                                |          |                     | Pardillo                     |
| COXB        | Laub         | Cordia | Kordien                                                        |          |                     | Afrikanische Cordia          |
| CPBT        | Laub         | Carpinus betulus                                                                                                 | Hainbuche                                                      |          |                     | Weißbuche                    |
| CQXX        | Laub         | Caryocar, pr. Caryocar villosum                                                                                  |                                                                |          |                     | Piquiá                       |
| CRGN        | Laub         | Carapa guianensis                                                                                                |                                                                |          |                     | Andiroba                     |
| CSEC        | Laub         | Paubrasilia echinata (Syn.: Caesalpinia echinata)                                                                |                                                                |          | ja                  | Pernambuk                    |
| CSGR        | Laub         | Caesalpinia granadillo (Syn.: Caesalpinia punctata, Libidibia punctata)                                          |                                                                |          |                     | Partridge                    |
| CTST        | Laub         | Castanea sativa                                                                                                  | Edelkastanie                                                   |          |                     | Edelkastanie                 |
| CUXX        | Nadel        | Cupressus | Zypressen                                                      |          |                     | Zypresse                     |
| CVPR        | Laub         | Coelocaryon preussii                                                                                             |                                                                |          |                     | Ekoune                       |
| CWXX        | Laub         | Cratoxylum |                                                                |          |                     | Geronggang                   |
| CXRC        | Laub         | Clarisia racemosa                                                                                                |                                                                |          |                     | Guariuba                     |
| CYJP        | Nadel        | Cryptomeria japonica                                                                                             | Sicheltanne                                                    |          |                     | Sugi                         |
| CZXX        | Laub         | Cariniana, pr. Cariniana legalis                                                                                 |                                                                |          |                     | Jequitibá                    |
| DABT        | Laub         | Dacryodes buttneri                                                                                               |                                                                |          |                     | Ozigo                        |
| DAHT        | Laub         | Dacryodes heterotricha                                                                                           |                                                                |          |                     | Safukala                     |
| DCST        | Laub         | Dactylocladus stenostachys                                                                                       |                                                                |          |                     | Jongkong                     |
| DDBR        | Laub         | Didelotia brevipaniculata                                                                                        |                                                                |          |                     | Tabouaté                     |
| DDXX        | Laub         | Didelotia idae, Didelotia ietoutzeyi, Didelotia africana                                                         |                                                                |          |                     | Gombé                        |
| DEEX        | Laub         | Dinizia excelsa                                                                                                  |                                                                |          |                     | Angelim vermelho             |
| DIXX        | Laub         | Dicorynia, meistens Dicorynia guianensis                                                                         |                                                                |          |                     | Angélique, Basralocus        |
| DLCR        | Laub         | Dalbergia cearensis                                                                                              |                                                                |          | ja                  | Königsholz                   |
| DLLT        | Laub         | Dalbergia latifolia                                                                                              |                                                                |          | ja                  | Ostindischer Palisander      |
| DLML        | Laub         | Dalbergia melanoxylon                                                                                            | Grenadill                                                      |          | ja                  | Grenadill                    |
| DLNG        | Laub         | Dalbergia nigra                                                                                                  | Rio-Palisander                                                 |          | ja                  | Rio-Palisander               |
| DLRT        | Laub         | Dalbergia retusa                                                                                                 | Cocobolo                                                       |          | ja                  | Cocobolo                     |
| DLST        | Laub         | Dalbergia stevensonii                                                                                            |                                                                |          | ja                  | Honduras Palisander          |
| DLTC        | Laub         | Dalbergia tucurensis                                                                                             |                                                                |          | ja                  | Guatemala Palisander         |
| DLXX        | Laub         | Dalbergia decipularis, Dalbergia frutescens                                                                      |                                                                |          | ja                  | Bahia-Rosenholz              |
| DMDA        | Laub         | Dracontomelon dao                                                                                                |                                                                |          |                     | Paldao                       |
| DNXX        | Laub         | Daniellia klainei, Daniellia ogea, Daniellia thurifera                                                           |                                                                |          |                     | Faro                         |
| DPXX        | Laub         | Dipterocarpus | Zweiflügelfruchtbäume                                          |          |                     | Keruing                      |
| DRXX        | Laub         | Dryobalanops |                                                                |          |                     | Kapur                        |
| DSCL        | Laub         | Diospyros celebica                                                                                               |                                                                |          | ja                  | Makassar-Ebenholz            |
| DSEB        | Laub         | Diospyros ebenum                                                                                                 |                                                                |          |                     | Ceylon Ebenholz              |
| DSVG        | Laub         | Diospyros virginiana                                                                                             |                                                                |          |                     | Persimmon                    |
| DSXX        | Laub         | Diospyros, pr. Diospyros crassiflora                                                                             | Ebenholzbäume                                                  |          | Alle aus Madagaskar | Afrikanisches Ebenholz       |
| DTBN        | Laub         | Distemonanthus benthamianus                                                                                      |                                                                |          |                     | Movingui                     |
| DUXX        | Laub         | Durio, Coelostegia, Neesia                                                                                       | Durianbäume, Coelostegia, Neesia                               |          |                     | Durian                       |
| DXOD        | Laub         | Dipteryx odorata                                                                                                 | Tonkabaum                                                      |          |                     | Cumaru                       |
| DYCS        | Laub         | Dyera costulata                                                                                                  |                                                                |          |                     | Jelutong                     |
| DZXX        | Laub         | Otoba (Syn.: Dialyanthera)                                                                                       |                                                                |          |                     | Virola                       |
| EDXX        | Laub         | Endospermum |                                                                |          |                     | Sesendok                     |
| EIUN        | Laub         | Erisma uncinatum                                                                                                 |                                                                |          |                     | Cambará, Jabuti              |
| ENAN        | Laub         | Entandrophragma angolense                                                                                        |                                                                |          |                     | Tiama                        |
| ENCN        | Laub         | Entandrophragma candollei                                                                                        |                                                                |          |                     | Kosipo                       |
| ENCY        | Laub         | Entandrophragma cylindricum                                                                                      |                                                                |          |                     | Sapelli                      |
| ENUT        | Laub         | Entandrophragma utile                                                                                            |                                                                |          |                     | Sipo                         |
| EPXX        | Laub         | Eperua |                                                                |          |                     | Walaba                       |
| EROB        | Laub         | Sterculia oblonga (Syn.: Eribroma oblonga)                                                                       |                                                                |          |                     | Eyong                        |
| EUCM        | Laub         | Eucalyptus camaldulensis                                                                                         | Roter Eukalyptus                                               |          |                     | Red River gum                |
| EUDG        | Laub         | Eucalyptus deglupta                                                                                              |                                                                |          |                     | Kamarere                     |
| EUDV        | Laub         | Eucalyptus diversicolor                                                                                          | Karribaum                                                      |          |                     | Karri                        |
| EUGL        | Laub         | Eucalyptus globulus                                                                                              | Blauer Eukalyptus                                              |          |                     | Blue gum                     |
| EUMR        | Laub         | Eucalyptus marginata                                                                                             |                                                                |          |                     | Jarrah                       |
| EUSL        | Laub         | Eucalyptus saligna, Eucalyptus grandis                                                                           |                                                                |          |                     | Sidney blue gum              |
| EUXX        | Laub         | Eucalyptus delegatensis, Eucalyptus obliqua, Eucalyptus regnans                                                  | Eucalyptus delegatensis, Eucalyptus obliqua, Riesen-Eukalyptus |          |                     | Tasmanian oak                |
| EXPA        | Laub         | Euxylophora paraensis                                                                                            |                                                                |          |                     | Pau amarelo                  |
| EYXX        | Laub         | Erythrophleum ivorense, Erythrophleum suaveolens                                                                 |                                                                |          |                     | Tali                         |
| FAGR        | Laub         | Fagus grandifolia                                                                                                | Amerikanische Buche                                            |          |                     | Amerikanische Buche          |
| FAOR        | Laub         | Fagus orientalis                                                                                                 | Orient-Buche                                                   |          |                     | Orient-Buche                 |
| FASY        | Laub         | Fagus sylvatica                                                                                                  | Rotbuche                                                       |          |                     | Buche                        |
| FICP        | Nadel        | Fitzroya cupressoides                                                                                            | Patagonische Zypresse                                          |          | ja                  | Alerce                       |
| FXEX        | Laub         | Fraxinus excelsior                                                                                               | Gemeine Esche                                                  |          |                     | Esche                        |
| FXXX        | Laub         | Fraxinus americana, Fraxinus nigra, Fraxinus pennsylvanica                                                       | Weiß-Esche, Schwarz-Esche, Rot-Esche                           |          |                     | Amerikanische Esche          |
| GAXX        | Laub         | Chrysophyllum africanum (Syn.: Gambeya africana)                                                                 |                                                                |          |                     | Longhi                       |
| GBDW        | Laub         | Gilbertiodendron dewevrei                                                                                        |                                                                |          |                     | Limbali                      |
| GCXX        | Laub         | Guaiacum coulteri, Guaiacum officinale, Guaiacum sanctum                                                         | Guajak                                                         |          | ja                  | Pockholz                     |
| GMAR        | Laub         | Gmelina arborea                                                                                                  |                                                                |          |                     | Yemane                       |
| GOXX        | Laub         | Gossweilerodendron balsamiferum, Gossweilerodendron joveri                                                       |                                                                |          |                     | Tola                         |
| GPGL        | Laub         | Goupia glabra |                                                                |          |                     | Gupiuba                      |
| GRTH        | Laub         | Guarea thompsonii                                                                                                |                                                                |          |                     | Diambi                       |
| GRXX        | Laub         | Leplaea cedrata (Syn.: Guarea cedrata), Leplaea laurentii (Syn.: Guarea laurentii)                               |                                                                |          |                     | Bossé                        |
| GUAR        | Laub         | Guibourtia arnoldiana                                                                                            |                                                                |          |                     | Mutényé                      |
| GUCL        | Laub         | Guibourtia coleosperma                                                                                           |                                                                |          |                     | Mussibi                      |
| GUEH        | Laub         | Guibourtia ehie                                                                                                  |                                                                |          |                     | Ovéngkoi                     |
| GUXX        | Laub         | Guibourtia demeusei, Guibourtia pellegriniana, Guibourtia tessmannii                                             |                                                                |          | ja                  | Bubinga                      |
| GYBN        | Laub         | Gonystylus bancanus                                                                                              |                                                                |          | ja                  | Ramin                        |
| HAMO        | Laub         | Haplormosia monophylla                                                                                           |                                                                |          |                     | Idewa                        |
| HEXM        | Laub         | Heritiera |                                                                |          |                     | Mengkulang                   |
| HEXN        | Laub         | Heritiera utilis, Heritiera densiflora                                                                           |                                                                |          |                     | Niangon                      |
| HLCL        | Laub         | Mitragyna ledermannii (Syn.: Hallea ciliata, Hallea ledermannii)                                                 |                                                                |          |                     | Abura                        |
| HMXX        | Laub         | Hymenolobium |                                                                |          |                     | Angelim pedra                |
| HPXG        | Laub         | Hopea (schwere Arten)                                                                                            |                                                                |          |                     | Giam                         |
| HPXM        | Laub         | Hopea |                                                                |          |                     | Merawan                      |
| HVBR        | Laub         | Hevea brasiliensis                                                                                               | Kautschukbaum                                                  |          |                     | Hevea                        |
| HYCB        | Laub         | Hymenaea courbaril                                                                                               |                                                                |          |                     | Courbaril, Jatobá            |
| ILAQ        | Laub         | Ilex aquifolium                                                                                                  | Europäische Stechpalme                                         |          |                     | Stechpalme                   |
| INXX        | Laub         | Intsia bijuga, Intsia palembanica                                                                                |                                                                |          |                     | Merbau                       |
| JGNG        | Laub         | Juglans nigra | Schwarznuss                                                    |          |                     | Amerikanischer Nussbaum      |
| JGRG        | Laub         | Juglans regia | Echte Walnuss                                                  |          |                     | Nussbaum                     |
| JUPR        | Nadel        | Juniperus procera                                                                                                | Ostafrikanischer Wacholder                                     |          | ja                  | Afrikanische Bleistiftzeder  |
| JUVR        | Nadel        | Juniperus virginiana                                                                                             | Virginischer Wacholder                                         |          |                     | Virginische Bleistiftzeder   |
| KHXX        | Laub         | Khaya |                                                                |          |                     | Khaya Mahagoni               |
| KOML        | Laub         | Koompassia mallaccensis                                                                                          |                                                                |          |                     | Kempas                       |
| LADC        | Nadel        | Larix decidua | Europäische Lärche                                             |          |                     | Lärche                       |
| LAER        | Nadel        | Larix × eurolepis                                                                                                | Hybrid-Lärche                                                  |          |                     | Dunkeld-Lärche               |
| LAGM        | Nadel        | Larix gmelinii                                                                                                   |                                                                |          |                     | Sibirische Lärche            |
| LAKM        | Nadel        | Larix kaempferi                                                                                                  | Japanische Lärche                                              |          |                     | Japanische Lärche            |
| LAOC        | Nadel        | Larix occidentalis                                                                                               | Westamerikanische Lärche                                       |          |                     | Amerikanische Lärche         |
| LBAN        | Laub         | Laburnum anagyroides                                                                                             | Gemeiner Goldregen                                             |          |                     | Goldregen                    |
| LEDU        | Laub         | Letestua durissima                                                                                               |                                                                |          |                     | Congotali                    |
| LITL        | Laub         | Liriodendron tulipifera                                                                                          | Tulpenbaum                                                     |          |                     | American whitewood           |
| LOAL        | Laub         | Lophira alata |                                                                |          |                     | Azobé (Bongossi)             |
| LQST        | Laub         | Liquidambar styraciflua                                                                                          | Amerikanischer Amberbaum                                       |          |                     | Sweetgum                     |
| LVTR        | Laub         | Lovoa trichilioides                                                                                              |                                                                |          |                     | Dibetou                      |
| MAAL        | Laub         | Mansonia altissima                                                                                               |                                                                |          |                     | Mansonia                     |
| MBXX        | Laub         | Microberlinia |                                                                |          |                     | Zebrano (Zingana)            |
| MCTT        | Laub         | Maclura tinctoria                                                                                                | Färbermaulbeerbaum                                             |          |                     | Fustic                       |
| MDXX        | Laub         | Madhuca |                                                                |          |                     | Bitis                        |
| MHSC        | Laub         | Machaerium scleroxylon                                                                                           |                                                                |          |                     | Santos Palisander            |
| MIXX        | Laub         | Milicia excelsa, Milicia regia                                                                                   |                                                                |          |                     | Iroko                        |
| MLSY        | Laub         | Malus sylvestris                                                                                                 | Holzapfel                                                      |          |                     | Apfelbaum                    |
| MNXX        | Laub         | Manilkara bidentata, Manilkara huberi                                                                            | Balatabaum                                                     |          |                     | Massaranduba                 |
| MOXX        | Laub         | Monopetalanthus                                                                                                  |                                                                |          |                     | Andoung                      |
| MPXX        | Laub         | Micropholis |                                                                |          |                     | Curupixá                     |
| MTLR        | Laub         | Millettia laurentii                                                                                              | Wenge                                                          |          |                     | Wengé                        |
| MTST        | Laub         | Millettia stuhlmannii                                                                                            |                                                                |          |                     | Panga panga                  |
| MYXX        | Laub         | Myroxylon | Balsambäume                                                    |          |                     | Bálsamo                      |
| MZXX        | Laub         | Mezilaurus |                                                                |          |                     | Itaúba                       |
| NADD        | Laub         | Nauclea diderrichii                                                                                              |                                                                |          |                     | Bilinga                      |
| NEPP        | Laub         | Nesogordonia papaverifera, Nesogordonia kabingaensis                                                             |                                                                |          |                     | Kotibé, Danta                |
| NOMN        | Laub         | Nothofagus menziesii                                                                                             | Silberne Scheinbuche                                           |          |                     | Silver Beech                 |
| NOPM        | Laub         | Nothofagus pumilio                                                                                               | Lenga-Südbuche                                                 |          |                     | Lenga                        |
| NOPR        | Laub         | Nothofagus alpina (Syn.: Nothofagus procera)                                                                     |                                                                |          |                     | Rauli                        |
| NYAQ        | Laub         | Nyssa aquatica                                                                                                   |                                                                |          |                     | Tupelo                       |
| OCPR        | Laub         | Ocotea porosa |                                                                |          |                     | Imbuia                       |
| OCRB        | Laub         | Sextonia rubra (Syn.: Ocotea rubra)                                                                              |                                                                |          |                     | Louro vermelho               |
| OHLG        | Laub         | Ochroma lagopus                                                                                                  | Balsabaum                                                      |          |                     | Balsa                        |
| OLER        | Laub         | Olea europaea | Olivenbaum                                                     |          |                     | Olive                        |
| OMSC        | Laub         | Maquira sclerophylla (Syn.: Olmedioperebea sclerophylla)                                                         |                                                                |          |                     | Muiratinga                   |
| OTSU        | Laub         | Octomeles sumatrana                                                                                              |                                                                |          |                     | Binuang                      |
| OXOX        | Laub         | Prioria oxyphylla (Syn.: Oxystigma oxyphyllum)                                                                   |                                                                |          |                     | Tchitola                     |
| PAPR        | Laub         | Paratecoma peroba                                                                                                |                                                                |          |                     | Peroba de campos             |
| PBBI        | Laub         | Julbernardia pellegriniana (Syn.: Paraberlinia bifoliolata)                                                      |                                                                |          |                     | Beli                         |
| PCAB        | Nadel        | Picea abies | Gemeine Fichte                                                 |          |                     | Fichte                       |
| PCEN        | Nadel        | Picea engelmannii                                                                                                | Engelmann-Fichte                                               |          |                     | Engelmann-Fichte             |
| PCGL        | Nadel        | Picea glauca | Weiß-Fichte                                                    |          |                     | White spruce                 |
| PCST        | Nadel        | Picea sitchensis                                                                                                 | Sitka-Fichte                                                   |          |                     | Sitka-Fichte                 |
| PDXX        | Nadel        | Dacrycarpus imbricatus (Syn.: Podocarpus imbricatus), Podocarpus neriifolius                                     |                                                                |          |                     | Podo                         |
| PEPL        | Laub         | Pseudosindora palustris                                                                                          |                                                                |          |                     | Sepetir                      |
| PGXX        | Laub         | Peltogyne |                                                                |          |                     | Amarant                      |
| PHMG        | Laub         | Parashorea densiflora, Parashorea lucida, Parashorea stellata                                                    |                                                                |          |                     | Gerutu                       |
| PHWS        | Laub         | Parashorea malaanonan, Parashorea tomentella                                                                     |                                                                |          |                     | White seraya                 |
| PIAF        | Laub         | Piptadeniastrum africanum                                                                                        |                                                                |          |                     | Dabema                       |
| PJXX        | Laub         | Protium |                                                                |          |                     | Brëu                         |
| PKEL        | Laub         | Pericopsis elata                                                                                                 | Afrormosia                                                     |          | ja                  | Afrormosia                   |
| PLXH        | Laub         | Platanus × hispanica                                                                                             | Ahornblättrige Platane                                         |          |                     | Platane                      |
| PMPN        | Laub         | Pometia pinnata                                                                                                  |                                                                |          |                     | Kasai                        |
| PNBN        | Nadel        | Pinus banksiana                                                                                                  | Banks-Kiefer                                                   |          |                     | Banks-Kiefer                 |
| PNCM        | Nadel        | Pinus cembra | Zirbelkiefer                                                   |          |                     | Zirbelkiefer                 |
| PNCN        | Nadel        | Pinus contorta                                                                                                   | Küsten-Kiefer                                                  |          |                     | Logdepole pine               |
| PNCR        | Nadel        | Pinus caribaea                                                                                                   | Karibische Kiefer                                              |          |                     | Pitch pine                   |
| PNEC        | Nadel        | Pinus echinata                                                                                                   |                                                                |          |                     | Shortleaf pine               |
| PNEL        | Nadel        | Pinus elliottii                                                                                                  |                                                                |          |                     | Slash pine                   |
| PNLM        | Nadel        | Pinus lambertiana                                                                                                | Zucker-Kiefer                                                  |          |                     | Sugar pine                   |
| PNMN        | Nadel        | Pinus monticola                                                                                                  | Westliche Weymouth-Kiefer                                      |          |                     | Western white pine           |
| PNNL        | Nadel        | Pinus nigra subsp. laricio                                                                                       | Korsische Schwarzkiefer                                        |          |                     | Korsische Kiefer             |
| PNNN        | Nadel        | Pinus nigra subsp. nigra                                                                                         | Schwarzkiefer                                                  |          |                     | Schwarzkiefer                |
| PNOO        | Nadel        | Pinus oocarpa |                                                                |          |                     | Pitch pine                   |
| PNPI        | Nadel        | Pinus pinea | Pinie                                                          |          |                     | Pinie                        |
| PNPL        | Nadel        | Pinus palustris                                                                                                  | Sumpf-Kiefer                                                   |          |                     | Pitch pine                   |
| PNPN        | Nadel        | Pinus pinaster                                                                                                   | See-Kiefer                                                     |          |                     | Seekiefer                    |
| PNPO        | Nadel        | Pinus ponderosa                                                                                                  | Gelb-Kiefer                                                    |          |                     | Ponderosa pine               |
| PNRD        | Nadel        | Pinus radiata | Monterey-Kiefer                                                |          |                     | Radiata pine                 |
| PNRS        | Nadel        | Pinus resinosa                                                                                                   | Amerikanische Rot-Kiefer                                       |          |                     | Red pine                     |
| PNSB        | Nadel        | Pinus sibirica                                                                                                   | Sibirische Zirbelkiefer                                        |          |                     | Sibirische Kiefer            |
| PNST        | Nadel        | Pinus strobus | Weymouth-Kiefer                                                |          |                     | Weymouth-Kiefer              |
| PNSY        | Nadel        | Pinus sylvestris                                                                                                 | Waldkiefer                                                     |          |                     | Kiefer                       |
| PNTD        | Nadel        | Pinus taeda | Weihrauch-Kiefer                                               |          |                     | Loblolly pine                |
| POAL        | Laub         | Populus alba | Silber-Pappel                                                  |          |                     | Weißpappel                   |
| POBL        | Laub         | Populus balsamifera                                                                                              | Balsam-Pappel                                                  |          |                     | Balsampappel                 |
| POCN        | Laub         | Populus × canescens                                                                                              | Grau-Pappel                                                    |          |                     | Graupappel                   |
| PODL        | Laub         | Populus deltoides                                                                                                | Kanadische Schwarz-Pappel                                      |          |                     | Kanadische Schwarzpappel     |
| POER        | Laub         | Populus × euramericana                                                                                           | Bastard-Schwarz-Pappel                                         |          |                     | Euramerikanische Pappel      |
| POGR        | Laub         | Populus grandidentata                                                                                            | Großzähnige Pappel                                             |          |                     | Großgezahnte Aspe            |
| PONG        | Laub         | Populus nigra | Schwarz-Pappel                                                 |          |                     | Schwarzpappel                |
| POTD        | Laub         | Populus tremuloides                                                                                              | Amerikanische Zitterpappel                                     |          |                     | Amerikanische Aspe           |
| POTL        | Laub         | Populus tremula                                                                                                  | Espe                                                           |          |                     | Aspe                         |
| POTR        | Laub         | Populus trichocarpa                                                                                              | Westliche Balsam-Pappel                                        |          |                     | Westliche Balsampappel       |
| PPXX        | Laub         | Palaquium | Guttaperchabäume                                               |          |                     | Nyatoh                       |
| PQXX        | Laub         | Pterygota bequaertii, Pterygota macrocarpa                                                                       |                                                                |          |                     | Koto                         |
| PRAV        | Laub         | Prunus avium | Vogel-Kirsche                                                  |          |                     | Kirschbaum                   |
| PRSR        | Laub         | Prunus serotina                                                                                                  | Spätblühende Traubenkirsche                                    |          |                     | Amerikanischer Kirschbaum    |
| PSMN        | Nadel        | Pseudotsuga menziesii                                                                                            | Gewöhnliche Douglasie                                          |          |                     | Douglasie                    |
| PTAN        | Laub         | Pterocarpus angolensis                                                                                           |                                                                |          |                     | Muninga                      |
| PTXX        | Laub         | Pterocarpus soyauxii, Pterocarpus osun                                                                           |                                                                |          |                     | Afrikanisches Padouk         |
| PUMC        | Laub         | Petersianthus macrocarpus                                                                                        |                                                                |          |                     | Essia                        |
| PXAN        | Laub         | Pycnanthus angolensis                                                                                            |                                                                |          |                     | Ilomba                       |
| PYCM        | Laub         | Pyrus communis                                                                                                   |                                                                |          |                     | Birnbaum                     |
| PZXX        | Laub         | Platymiscium |                                                                |          |                     | Macacaúba                    |
| QCCR        | Laub         | Quercus cerris                                                                                                   | Zerreiche                                                      |          |                     | Zerreiche                    |
| QCIL        | Laub         | Quercus ilex | Steineiche                                                     |          |                     | Steineiche                   |
| QCXA        | Laub         | Quercus alba | Amerikanische Weiß-Eiche                                       |          |                     | Amerikanische Weißeiche      |
| QCXE        | Laub         | Quercus petraea, Quercus robur                                                                                   | Traubeneiche, Stieleiche                                       |          |                     | Eiche                        |
| QCXJ        | Laub         | Quercus mongolica var. grosseserrata                                                                             | Mongolische Eiche                                              |          |                     | Japanische Eiche             |
| QCXR        | Laub         | Quercus rubra | Roteiche                                                       |          |                     | Roteiche                     |
| QUXX        | Laub         | Qualea |                                                                |          |                     | Gronfolo                     |
| RHXX        | Laub         | Rhodognaphalon brevicuspe                                                                                        |                                                                |          |                     | Kondroti                     |
| RIXX        | Laub         | Ricinodendron heudelotii                                                                                         |                                                                |          |                     | Erimado                      |
| ROPS        | Laub         | Robinia pseudoacacia                                                                                             | Gewöhnliche Robinie                                            |          |                     | Robinie                      |
| SAXX        | Laub         | Salix | Weiden                                                         |          |                     | Weide                        |
| SCMC        | Laub         | Scleronema micranthum                                                                                            |                                                                |          |                     | Cardeiro                     |
| SDXX        | Laub         | Sindora |                                                                |          |                     | Sepetir                      |
| SESM        | Nadel        | Sequoia sempervirens                                                                                             | Küstenmammutbaum                                               |          |                     | Redwood                      |
| SHAL        | Laub         | Shorea albida |                                                                |          |                     | Alan batu                    |
| SHBL        | Laub         | Shorea |                                                                |          |                     | Balau                        |
| SHDR        | Laub         | Shorea |                                                                |          |                     | Dark red meranti             |
| SHLR        | Laub         | Shorea |                                                                |          |                     | Light red meranti            |
| SHRB        | Laub         | Shorea |                                                                |          |                     | Red balau                    |
| SHWM        | Laub         | Shorea, Anthoshorea                                                                                              |                                                                |          |                     | White meranti                |
| SHYM        | Laub         | Shorea |                                                                |          |                     | Yellow meranti               |
| SLCO, SLXX  | Laub         | Scottellia, pr. Scottellia klaineana                                                                             |                                                                |          |                     | Akossika                     |
| SMAM        | Laub         | Simarouba amara                                                                                                  |                                                                |          |                     | Marupá                       |
| SNAL        | Laub         | Santalum album                                                                                                   | Sandelholzbaum                                                 |          |                     | Sandelholz                   |
| SOAR        | Laub         | Sorbus aria | Echte Mehlbeere                                                |          |                     | Mehlbeere                    |
| SOAU        | Laub         | Sorbus aucuparia                                                                                                 | Vogelbeere                                                     |          |                     | Eberesche                    |
| SOTR        | Laub         | Sorbus torminalis                                                                                                | Elsbeere                                                       |          |                     | Elsbeere                     |
| SPLT        | Laub         | Sindoropsis letestui                                                                                             |                                                                |          |                     | Ghéombi                      |
| SQGG        | Nadel        | Sequoiadendron giganteum                                                                                         | Riesenmammutbaum                                               |          |                     | Mammutbaum                   |
| SSST        | Laub         | Staudtia stipitata (Syn.: Staudtia kamerunensis var. gabonensis)                                                 |                                                                |          |                     | Niové                        |
| STRH        | Laub         | Sterculia rhinopetala                                                                                            |                                                                |          |                     | Lotofa                       |
| SWMC        | Laub         | Swietenia macrophylla                                                                                            | Amerikanisches Mahagoni                                        |          | ja                  | Amerikanisches Mahagoni      |
| SZXX        | Laub         | Bobgunnia fistuloides (Syn.: Swartzia fistuloides), Bobgunnia madagascariensis (Syn.: Swartzia madagascariensis) |                                                                |          |                     | Pau rosa                     |
| TADS        | Nadel        | Taxodium distichum                                                                                               | Echte Sumpfzypresse                                            |          |                     | Sumpfzypresse                |
| TBXX        | Laub         | Handroanthus (Syn.: Tabebuia), Handroanthus serratifolius, Handroanthus impetiginosus                            |                                                                |          |                     | Ipé (Lapacho)                |
| TEGR        | Laub         | Tectona grandis                                                                                                  | Teakbaum                                                       |          |                     | Teak                         |
| TGAF        | Laub         | Tieghemella africana                                                                                             |                                                                |          |                     | Douka                        |
| TGHC        | Laub         | Tieghemella heckelii                                                                                             |                                                                |          |                     | Makoré                       |
| THOC        | Nadel        | Thuja occidentalis                                                                                               | Abendländischer Lebensbaum                                     |          |                     | Eastern white cedar          |
| THPL        | Nadel        | Thuja plicata | Riesen-Lebensbaum                                              |          |                     | Western red cedar            |
| TIAM        | Laub         | Tilia americana                                                                                                  | Amerikanische Linde                                            |          |                     | Amerikanische Linde          |
| TIXX        | Laub         | Tilia cordata, Tilia platyphyllos, Tilia × europaea                                                              | Winterlinde, Sommerlinde, Holländische Linde                   |          |                     | Linde                        |
| TLOV        | Laub         | Magnolia ovata (Syn.: Talauma ovata)                                                                             |                                                                |          |                     | Baguaçú                      |
| TMIV        | Laub         | Terminalia ivorensis                                                                                             |                                                                |          |                     | Framiré                      |
| TMSP        | Laub         | Terminalia superba                                                                                               |                                                                |          |                     | Limba                        |
| TMXX        | Laub         | Terminalia alata, Terminalia coriacea, Terminalia crenulata                                                      |                                                                |          |                     | Indian laurel                |
| TRSC        | Laub         | Triplochiton scleroxylon                                                                                         |                                                                |          |                     | Abachi                       |
| TSCN        | Nadel        | Tsuga canadensis                                                                                                 | Kanadische Hemlocktanne                                        |          |                     | Eastern hemlock              |
| TSHT        | Nadel        | Tsuga heterophylla                                                                                               | Westamerikanische Hemlocktanne                                 |          |                     | Western hemlock              |
| TTXX        | Laub         | Tetraberlinia bifoliolata, Tetraberlinia tubmaniana                                                              |                                                                |          |                     | Ekaba                        |
| TUAF        | Laub         | Turraeanthus africana                                                                                            |                                                                |          |                     | Avodiré                      |
| TXBC        | Nadel        | Taxus baccata | Europäische Eibe                                               |          |                     | Eibe                         |
| TZGB        | Laub         | Testulea gabonensis                                                                                              |                                                                |          |                     | Izombé                       |
| ULAM        | Laub         | Ulmus americana                                                                                                  | Amerikanische Ulme                                             |          |                     | Amerikanische Ulme           |
| ULGL        | Laub         | Ulmus glabra | Bergulme                                                       |          |                     | Bergulme                     |
| ULMI        | Laub         | Ulmus minor | Feldulme                                                       |          |                     | Feldulme                     |
| ULPR        | Laub         | Ulmus procera | Englische Ulme                                                 |          |                     | Englische Ulme               |
| ULRB        | Laub         | Ulmus rubra | Rot-Ulme                                                       |          |                     | Red elm                      |
| ULTM        | Laub         | Ulmus thomasii                                                                                                   | Felsen-Ulme                                                    |          |                     | Kanadische Ulme              |
| ULXH        | Laub         | Ulmus × hollandica                                                                                               | Holländische Ulme                                              |          |                     | Holländische Ulme            |
| VAXX        | Laub         | Vatica |                                                                |          |                     | Resak                        |
| VIXX        | Laub         | Virola surinamensis                                                                                              |                                                                |          |                     | Virola                       |
| VOXX        | Laub         | Vochysia |                                                                |          |                     | Quaruba                      |
| XYXX        | Laub         | Xylia xylocarpa (Syn.: Xylia dolabriformis), Xylia xylocarpa var. kerrii (Syn.: Xylia kerrii)                    |                                                                |          |                     | Pyinkado                     |
| ZAHT        | Laub         | Zanthoxylum heitzii                                                                                              |                                                                |          |                     | Olon                         |